# Cratere Rauna
Rauna  è un cratere sulla superficie di Marte.